# 사회지표
사회지표(社會指標)는 사회 복지수준을 나타내는 지표이다. GNP가 개인소득이나 민간설비투자 등 경제활동을 화폐량으로 계산한다. 그러나 사회지표는 GNP 계산에 직접 삽입하지 않는 항목이다. 즉 건강·교육·근로 생활의 질, 여가 활동, 생활의 질, 가족, 커뮤니티 등 국민 생활과 직접 관련이 있는 통계이며, 복지 수준을 나타내는 특징을 가지고 있다.
유의어로 참진보지수(genuine progress indicator, GPI)라는 용어가 사용되며 이는 GDP를 대체하거나 보충하는 지표이다.

## 같이 보기
- 경제학
- 그린GNP
- 세계 평화 지수
- 국민총행복지수
- 지구촌행복지수
- 인간 개발 지수
- 밀레니엄 개발 목표
- 심리측정학
- Where-to-be-born 인덱스
- 세계 가치관 조사
- 어빙 피셔
- 존 힉스